# Polen op de Olympische Winterspelen 1960
Tijdens de Olympische Winterspelen van 1960, die in Squaw Valley (Verenigde Staten) werden gehouden, nam Polen voor de achtste keer deel.

## Medailleoverzicht
| Sport     | Olympiër           | Discipline | Medaille |
| --------- | ------------------ | ---------- | -------- |
| Schaatsen | Elwira Seroczyńska | 1500 m (v) | Zilver   |
| Schaatsen | Helena Pilejczyk   | 1500 m (v) | Brons    |

## Deelnemers en resultaten

### Langlaufen
| Olympiër                                                         | Discipline            | Resultaat | Prestatie                                                   |
| ---------------------------------------------------------------- | --------------------- | --------- | ----------------------------------------------------------- |
| Józef Gąsienica Sobczak                                          | 30 km (m)             | 34e       | 2:06.12,7 (+15.08,8)                                        |
| Józef Gut Misiaga                                                | 15 km (m)             | 41e       | 58.03,6 (+6.08,1)                                           |
| Andrzej Mateja                                                   | 15 km (m)             | 43e       | 58.09,1 (+6.13,6)                                           |
| Andrzej Mateja                                                   | 30 km (m)             | 23e       | 2:01.54,7 (+10.50,8)                                        |
| Andrzej Mateja                                                   | 50 km (m)             | dnf       | opgave                                                      |
| Józef Rysula                                                     | 15 km (m)             | 18e       | 53.49,8 (+1.54,3)                                           |
| Kazimierz Zelek                                                  | 15 km (m)             | 28e       | 55.59,4 (+4.03,9)                                           |
| Kazimierz Zelek                                                  | 30 km (m)             | 22e       | 2:01.27,1 (+10.23,2)                                        |
| Andrzej Mateja Józef Rysula Józef Gut Misiaga Kazimierz Zelek    | 4x10 km estafette (m) | 6e        | 2:26.25,3 (+7.39,7) (36.22,0 / 35.13,0 / 37.19,0 / 37.31,3) |
|                                                                  |                       |           |                                                             |
| Stefania Biegun                                                  | 10 km (v)             | 13e       | 42.45,2 (+2.58,6)                                           |
| Józefa Pęksa-Czerniawska                                         | 10 km (v)             | 14e       | 42.45,5 (+2.58,9)                                           |
| Helena Gąsienica Daniel                                          | 10 km (v)             | 20e       | 44.36,1 (+4.49,5)                                           |
| Anna Krzeptowska                                                 | 10 km (v)             | 21e       | 45.08,2 (+5.21,6)                                           |
| Stefania Biegun Helena Gąsienica Daniel Józefa Pęksa-Czerniawska | 3x5 km estafette (v)  | 4e        | 1:07.24,6 (+3.03,2) (22.10,0 / 23.05,0 / 22.09,6)           |

### Noordse combinatie
| Olympiër      | Discipline | Resultaat | Prestatie                                   |
| ------------- | ---------- | --------- | ------------------------------------------- |
| Józef Karpiel | mannen     | 19e       | 419,984 punten schans: 194,5 15 km: 225,484 |

### Schaatsen
| Olympiër           | Discipline | Resultaat | Prestatie      |
| ------------------ | ---------- | --------- | -------------- |
| Helena Pilejczyk   | 500 m (v)  | 12e       | 48,2 (+2,3)    |
| Helena Pilejczyk   | 1000 m (v) | 5e        | 1.35,8 (+1,7)  |
| Helena Pilejczyk   | 1500 m (v) | Brons     | 2.27,1 (+1,9)  |
| Helena Pilejczyk   | 3000 m (v) | 6e        | 5.26,2 (+11,9) |
| Elwira Seroczyńska | 500 m (v)  | 6e        | 46,8 (+0,9)    |
| Elwira Seroczyńska | 1000 m (v) | dnf       | opgave         |
| Elwira Seroczyńska | 1500 m (v) | Zilver    | 2.25,7 (+0,5)  |
| Elwira Seroczyńska | 3000 m (v) | 7e        | 5.27,3 (+13,0) |

### Schansspringen
| Olympiër         | Discipline | Resultaat | Prestatie                  |
| ---------------- | ---------- | --------- | -------------------------- |
| Władysław Tajner | mannen     | 31e       | 188,2 punten (78,5+79,5 m) |

Argentinië · Australië · Bulgarije · Canada · Chili · Denemarken · Duits eenheidsteam · Finland · Frankrijk · Groot-Brittannië · Hongarije · IJsland · Italië · Japan · Libanon · Liechtenstein · Nederland · Nieuw-Zeeland · Noorwegen · Oostenrijk · Polen · Sovjet-Unie · Spanje · Tsjecho-Slowakije · Turkije · Verenigde Staten · Zuid-Afrika · Zuid-Korea · Zweden · Zwitserland